# ویلبی، نورث‌همپتون‌شر
ویلبی (به انگلیسی: Wilby) یک روستا و محله مدنی در بریتانیا است که در Wellingborough واقع شده‌است. ویلبی ۶۲۴ نفر جمعیت دارد.